# Ovde
Ovde, šesnaesti studijski album srpskog rock sastava Riblja čorba. Objavljen je 17. prosinca 2003. u izdanju diskografske kuće Hi-Fi Centar.

## Popis pjesama
Tekstovi: Bora Đorđević. 
| Br. | Skladba                   | Skladatelj           | Trajanje |
| --- | ------------------------- | -------------------- | -------- |
| 1.  | »Mobilni«                 | D. Davies            | 3:43     |
| 2.  | »Govnovalj«               | Đorđević             | 4:44     |
| 3.  | »Poslednja pesma o tebi«  | Đorđević             | 4:31     |
| 4.  | »Plajvaz«                 | Đorđević             | 3:00     |
| 5.  | »Ovde«                    | Božinović            | 5:46     |
| 6.  | »100 godina samoće«       | Aleksić              | 4:11     |
| 7.  | »Ko o čemu«               | Đorđević             | 2:14     |
| 8.  | »Ja sam rođen namrgođen«  | Đorđević             | 2:57     |
| 9.  | »Mrtvo more«              | Đorđević             | 4:01     |
| 10. | »Novi svetski poredak«    | Đorđević / Božinović | 5:03     |
| 11. | »Zašto uvek kurcu sviram« | Đorđević             | 3:16     |
| 12. | »Pičkin dim«              | Đorđević             | 3:39     |

## Izvođači
| - Bora Đorđević - vokal - Miša Aleksić - bas-gitara - Vidoja Božinović - gitare - Miroslav "Vicko" Milatović - bubnjevi - Nikola Zorić - klavijature | - Bilja Krstić - vokal (gost) - Aleksandar Petković - saksofon (gost) - Željko Savić - vokal (gost) |

### Produkcija
- Vlada Barjaktarević - tonski snimatelj
- Milan Popović - glazbeni producent
- Miša Aleksić - koproducent
- Oliver Jovanović - mastering i postprodukcija
- Dragoslav Gane Pecikoza - izvršni producent
- Jugoslav i Jakša Vlahović - dizajn omota i fotografije

## Vanjske poveznice
- Discogs.com - Riblja Čorba - Ovde